# Печский университет
Печский университет (венг. Pécsi Tudományegyetem) — первый университет в Венгрии и одно из главных высших учебных заведений страны, играющий важную роль в системе высшего образования Венгрии. Находится в городе Печ.

## История
Первый университет Венгрии и один из старейших в Центральной Европе был основан в 1367 году в городе Печ при короле Людовике I Великом из анжуйской династии, на основании патента, выданного Папой Римским Урбаном V, аналогично Венскому университету. Впоследствии был закрыт. Современный университет был основан лишь в 1921 году.
Университет просуществовал, как единый образовательный центр несколько десятилетий, пока в середине XV века не разделился на две высших школы — права (юриспруденции) и теологии. После эпохи турецкого владычества в 1785 году, император Иосиф II переместил Королевскую Академию из Дьёра в Печ. В 1802 году по указу Франца II Королевская Академия вернулась в Дьёр, и учебного заведения в Пече не было до 1833 года, когда епископ города Печ под эгидой городского сената основал в Пече Академию с факультетами правоведения и философии.
Современный университет в Пече был основан в 1912 году и первоначально находился в городе Пожонь (нынешняя Братислава). После Первой мировой войны в 1921 году университет переехал в Печ, где он функционирует и поныне.
В 1951 году медицинский факультет университета был отделён, и до 2000 года был отдельным учреждением. В 1982 году университет получил имя Януса Паннониуса.
В нынешнем состоянии университет города Печ был создан 1 января 2000 года, путём слияния университета Януса Паннониуса, Медицинского университета города и педагогического колледжа.

## Структура
Десять факультетов Университета Пека предлагает широкий спектр учебных и дипломных программ, в которых более 25 000 студентов и около 2000 преподавателей и научных сотрудников.
В сентябре 2006 года в Венгрии также была внедрена современная система высшего образования, инициированная Европейским союзом, известная как Болонский процесс, которая предлагает студентам возможность продолжить учебу в динамично развивающейся, конвертируемой европейской системе высшего образования. Традиционные учебные программы для колледжей и университетов были заменены трехуровневой системой, состоящей из базовой программы обучения (BA, BSc), программы магистрального уровня (MA, MSc) и докторантуры (PhD, DLA).
Чтобы удовлетворить потребности и потребности окружающего сообщества для продолжения образования, Университет Печ начал разрабатывать свои программы в области обучения на протяжении всей жизни. Кроме того, университет придает большое значение подготовке в колледжах для углубленных исследований. Почти каждый факультет предлагает обучение в рамках этой организации, которая поощряет студентов к проведению собственных исследований.
Из-за кредитной системы, впервые представленной в Венгрии здесь, в Пече, все большее число венгерских студентов участвуют в международных учебных программах как неотъемлемая часть их образования, а также все большее число иностранных студентов и исследователей приезжают в Университет Печ ежегодно изучать и проводить исследования. Поэтому университет постоянно работает над расширением и улучшением своего сотрудничества с другими университетами и международными исследовательскими институтами и уже является частью большой сети на разных уровнях.
14 октября 2008 года Медицинский университет Печ основал кампус CAM (комплементарная и альтернативная медицина).

## Факультеты
Подготовка специалистов осуществляется десятью факультетами
- факультет образования и развития людских ресурсов,
- факультет бизнеса и экономики,
- факультет педагогики им. Дьюла,
- факультет здравоохранения,
- факультет гуманитарных и социальных наук,
- юридический факультет,
- медицинский институт,
- факультет музыки и визуальных искусств,
- факультет естественных наук
- факультет технологии машиностроения и информационных наук.

### Факультет медицинских наук
Факультет медицинских наук является одним из самых молодых факультетов университета, где преподавание началось в 1990 году. Со времени интеграции с 1 января 2000 года он был факультетом Университета Печ.
Факультет имеет четыре региональных учебных центра в следующих городах: Капошвар, Печ, Сомбатхей и Залаэгерсег. Во всех этих городах существуют хорошие рабочие отношения между факультетом и больницами или социальными учреждениями. Факультет медицинских наук является крупнейшим институтом такого рода в стране с точки зрения количества предлагаемых специальностей, количества преподавателей и числа кампусов.
Факультет также играет новаторскую роль в разработке программ в области здравоохранения и социальной подготовки, о чем свидетельствует тот факт, что первыми в стране стали программы университетского образования, такие как аспирант магистра в области сестринского дела и медицинского обслуживания.
Выпускники факультета медицинских наук обладают уровнем компетентности в своей области, полностью совместимой со стандартами ЕС. Они в полной мере способны работать в качестве компетентных членов команды в областях оказания медицинской помощи и систем социального обеспечения. В ЕС имеется семь автоматически признанных специальных полей. Студенты могут получить степень в двух из этих полей (акушерство, медсестринское дело).
Факультет предлагает курсы английского и немецкого языков, ориентированные на общие и специальные цели. Факультет медицинских наук также является центром изучения языка, где студенты могут сдавать экзамены на начальном, промежуточном и продвинутом уровнях на медицинском английском и немецком языках. Все большее число студентов присоединяется к Ассоциации учеников-исследователей, созданной в 1993 году, и добивается выдающихся результатов на региональных и национальных конференциях.
Жилье возможно в общежитиях с сауной (Pécs), кухней, тренажерным залом и библиотекой.

### Факультет гуманитарных и социальных наук
История гуманитарного факультета отсчитывается с 1833 года, когда епископ Игнац Шепесси основал Академию Печ для закона и гуманитарных наук в целях продолжения традиции средневекового университета. Тем не менее, факультет гуманитарных наук в его нынешнем виде был создан в 1992 году. Гуманитарный факультет уже представил кредитную систему. В 2006 году факультет начал студенческие программы, структурированные в соответствии с Болонской системой, что делает европейское высшее образование более совместимым и сопоставимым. В результате иностранные студенты могут также начинать программы бакалавриата на факультете и получать степень магистра в своих родных странах.
Сам факультет расположен в нескольких местах Печ: его главный кампус включает ботанический сад, а арочный главный вход ведет в главное здание, где можно найти библиотеку с факультетом наук.
Факультет является единственным учреждением такого рода в регионе Южного Задунавья, предлагая курсы как по традиционным дисциплинам, так и по современным социальным наукам. Он предлагает академические программы, ведущие к университетскому диплому в традиционных областях гуманитарных и социальных наук. В большинстве областей студенты также могут получить диплом учителя по выбранной специальности, поскольку в 2003 году в факультет был также включен Институт подготовки учителей. Степенные программы предлагаются студентам в форме одиночных и двойных специальностей. Помимо обучения на дневном отделении, Факультет также предлагает обучение по курсу бакалавриата, программы второй степени, докторантуру и дополнительные учебные программы. Язык академических программ венгерский, за исключением иностранных языков: хорватский, английский, финский, французский, немецкий, итальянский, русский и испанский.
Некоторые уникальные учебные программы, предлагаемые на факультете, включают венгерский язык как иностранный, хорватский и немецкий как программу этнических меньшинств, рома (цыгане), римскую провинциальную археологию, театральные исследования и несколько специальных программ, которые подчеркивают международные аспекты гуманитарных наук, таких как европейские исследования, американские исследования, английские исследования, франкоязычные исследования, русский перевод и интерпретация, польские культурные исследования.
Факультет разработал широкий спектр международных отношений практически со всеми европейскими странами и несколькими университетами США. Благодаря различным программам сотрудничества было введено несколько новых ресурсных центров, таких как Швейцарский центр документации и Австрийская специализированная библиотека, а также другие специализированные библиотеки по языкознанию, философии, политическим наукам и социальным наукам, английским и немецким исследованиям.

### Факультет права
Юридический факультет является старейшим факультетом Университета Пека, который после его основания в 1367 году после долгих перерывов начал действовать еще почти 90 лет назад . Юридические исследования всегда были важным компонентом академических программ в Университете Печ. В период с 1950 по 1971 год это был единственный факультет, обеспечивший непрерывность университета после Второй мировой войны. В 2003 году факультет отметил 80-летие Высшей школы права в Печ. Академическое превосходство факультета хорошо иллюстрируется тем фактом, что в Конституционном суде Венгрии есть два члена из университета. 
В настоящее время кафедры факультета находятся в 3 зданиях, Центре европейских исследований и образования, Центре европейской документации и библиотеке факультетов работают в Центре знаний с 2010 года. 
Юридический факультет обеспечивает высокий уровень образования в юридической и административной областях обучения на всех уровнях образования: профессиональная подготовка (помощник юриста), программа юрисконсульта (BA) (6 семестров), магистр права (10 семестров) и несколько курсов для аспирантов для практиков. Существуют популярные специализированные юридические тренинги в области законодательства о несостоятельности, трудового права, винного законодательства и ИКТ. Более того, Докторантура уже предоставила более 100 выпускников обширной научной подготовки для получения степени доктора философии. Кроме того, на факультете также проходит аккредитованный центр экзаменов по профессиональному языку. Для тех, кто интересуется научными исследованиями, Студенческий научный кружок (TDK) предоставляет возможность подготовиться к будущей научной работе .
Преподавательский состав состоит из почти 80 преподавателей с опытом работы в качестве профессора и доцентов, а также преподавателей. 
Факультет имеет давние международные отношения, в основном с немецкоязычными странами, например. с университетами Марбурга, Байройта, Вены и юридического факультета в Университете Граца. Более динамичное развитие началось в 1992 году, когда финансовая поддержка, предоставленная Всемирным банком, позволила провести ознакомительные поездки за границу, а также приглашение приглашенных профессоров. В настоящее время партнерскими учреждениями Erasmus факультета являются: университеты Ольборг, Babes-Bólyai Cluj, Байройт, Берлин, Бордо, Сержи-Понтуаз, Эстремадура, Грац, Гронинген, Кёльн, Марбург, Регенсбург, Рованиеми, Тампере, Тилбург, Трир , Туры, Вильнюс. В 2005 году была создана первая сеть CEEPUS (Центрально-Европейская программа обмена университетскими исследованиями) в области права, координируемая юридическим факультетом Университета Печ и с участием следующих университетов: Университета Карла Франценса Граца, Бабес- Университет Буляй Клуж, Университет Марибора, Университет Нови-Сада. Интерес к изучению английского языка увеличился, и число курсов, предлагаемых на иностранных языках, также растет. Расширяется популярность аспирантов и курсов PhD, предлагаемых на юридическом факультете.

### Факультет музыки и изобразительного искусства
Факультет музыки и изобразительных искусств в Пече является единственным центром высшего образования в Венгрии, который объединяет обучение музыке и изобразительному искусству. Факультет был создан в 1996 году из различных отделов искусства его законных предшественников. Его созданию способствовала традиционно сильная, национально выдающаяся художественная жизнь Пека. 
Основная часть преподавателей-преподавателей факультета состоит из прекрасных художников и музыкантов, которые обосновались в Печ. Частные и общественные коллекции города, предлагающие уникальное всеобъемлющее введение в венгерское искусство 20-го века - многочисленные концерты, симфонический оркестр и оперную труппу города, давнюю традицию хоровой музыки и несколько других всемирно известных художественных групп, обеспечивают сильную фундамент для факультета как высшего учебного центра в искусстве. Интеллектуальный опыт преподавания и исследований обеспечивается исключительно сильным, высококвалифицированным персоналом, а повседневная работа поддерживается хорошо развитой инфраструктурой, в том числе несколькими хорошо оборудованными лабораториями, звуковой студией, специальными мастерскими, учебными залами, выставочным залом , две специальные библиотеки и медиа-библиотека. Факультет придает большое значение международным отношениям и организации программ обмена студентами и сотрудниками и художественных мероприятий. 
Обучение и исследования в области искусств проводятся четырьмя независимыми подразделениями: Институтом изобразительных искусств, Институтом музыкальных искусств, Институтом медиаискусства и магистерской школой (докторантура). 
Обучение на факультете музыки и изобразительного искусства включает в себя, помимо традиционных академических программ в искусстве, современные тенденции в музыке и изобразительном искусстве, медиа-технологии, которые оказывают сильное влияние на данную эпоху, а также исследования в области информационных технологий, связанных с музыкой и изобразительного искусства. 
Janus Egyetemi Színház (Янусский университетский театр) JESZ - театр на факультете музыки и изобразительного искусства. Спектакли бесплатны для всех и в основном играют студенты из всего университета.

### Факультет фармации
Студенты аптеки в Печ могут начать учебу с 2016 года на младшем факультете университета. Образовательная деятельность факультета охватывает каждый уровень специальности «Фармация»: дипломные программы бакалавриата (фармацевтом), аспирант (фармацевт со специальным опытом) и кандидат технических наук. уровнях, а также обучение техников и техников фармации, обладающих особыми знаниями. Субъектами вступительного экзамена являются биология, химия или физика. Завершая 10 семестровых образовательных программ, студенты проходят аттестат и получают диплом доктора фармации (Pharmacist, Dr. Pharm.). Большинство выпускников аптеки начинают свою профессиональную карьеру в аптеках-аптеках, однако есть также возможность найти работу в больничных аптеках, фармацевтической промышленности, регулирующих органах или научных кругах. Оконченные фармацевты могут получить специализацию в областях аптеки сообщества, больницы и клинической фармации и промышленной фармации. Студенты также имеют возможность продолжить учебу в качестве кандидата наук. студенты. Аптечный профессионал востребован сегодня. Фармацевты могут преследовать сложную и общепризнанную профессию с преуспевающими профессиональными и финансовыми возможностями для карьеры.

### Факультет наук
Естественные науки преподавались еще в 1948 году в учительском училище, предшественнике нынешнего факультета наук. Когда в 1982 году Колледж был преобразован в факультет подготовки учителей, некоторые курсы естественных наук стали доступны и на университетском уровне. Нынешний факультет наук был создан 1 января 1992 года.
Семь институтов, составляющих факультет наук, занимаются преподаванием и исследованиями в классических естественных науках, а также в спортивных науках. После окончания университетского образования в 2006 году началось обучение на уровне бакалавриата (бакалавр), а магистерские программы начались в 2009 году в области естественных наук, информационных технологий, физического воспитания и спорта. Большое количество студентов зачисляется в четыре докторантуры, предлагаемые факультетом (биология, химия, география и физика).
Факультет имеет собственную библиотеку, компьютерный центр и несколько компьютерных и ГИС-лабораторий. Процедура государственных закупок суперкомпьютера PTE-NIIF была успешно закрыта в 2010 году. С ее конференц-залом, аудиторией аудиторий, сессионными залами, центральным залом, просторной столовой и современным техническим прошлым, факультет является идеальным местом для престижных научных мероприятий. в рамках проекта почти 7 миллиардов форинтов новый исследовательский центр Szentágothai János был закончен летом 2012 года, которое оборудование может использовать не только исследователи и ученые, но и студенты факультета.
Институт физкультуры и спортивных наук отвечает за работу Центра отдыха и управления спортивной жизнью в университете. Новый спортивный центр, состоящий из спортивного зала, спортзала и современного плавательного бассейна, был открыт в 1997 году. Наряду с этим центром отдыха, открытые помещения в парке кампуса и Ботанического сада являются вдохновляющим местом для факультета наук.
Факультет наук, основанный на давней традиции, поддерживает тесные связи с зарубежными университетами. Несколько двусторонних соглашений о сотрудничестве обеспечивают обмен преподавателями и студентами, исследования и исследования за рубежом. Схемы сотрудничества, предлагаемые Структурными фондами ЕС, эффективно используются в форме различных проектов.

### Медицинская школа
После Первой мировой войны, когда Венгрия потеряла большую часть своей территории, университет был восстановлен в 1923 году из университета Элизабет (Эрзебет), который сбежал из города Пожонь (Братислава, ныне столица Словакии). Университет Элизабет имел четыре факультета (искусство, юриспруденция, медицина и теология) с несколькими выдающимися профессорами, преподававшими в Медицинской школе (Пал Хейм, Бела Энц, Геза Мансфельд, просто чтобы упомянуть некоторые из них). В 1951 году Медицинская школа стала отдельным независимым учреждением под названием Медицинский университет Печ. В 1960-х и 1970-х годах он подвергся существенному инфраструктурному развитию: в этот период были построены новые клинические и фундаментальные научные блоки. Помимо программы общей медицины, обучение в стоматологии и аптеке было начато в 1973 и 2001 годах. Между тем, английская программа в общей медицине была внедрена в 1984 году, первая медицинская образовательная программа такого рода в Центральной Европе. Аналогичная немецкая программа была начата в 2004 году.

### Факультет инженерии и информационных технологий
Факультет инженерных и информационных технологий, Университет Пека является одним из крупнейших, самых многогранных учреждений венгерского технического высшего образования и центра южно-трансданубского инженерного образования с тысячами студентов и 40-летним опытом.
Факультет инженерии и информационных технологий был основан в Пече в 1970 году. Колледж впервые был интегрирован в организацию Университета Януса Паннония в 1995 году, позже в университет Печ. Он работает в качестве факультета университетского уровня с 2004 года. Факультет был назван в честь Михаила Поллака, известного архитектора, который завоевал всемирную репутацию, проектируя несколько общественных зданий, церквей и особняков в 1800-х годах. В 2012 году он получил название «Поллак Михалы» факультета инженерных наук и информационных технологий.
Факультет предлагает широкий спектр бакалавриата, магистерских программ, программ PhD и DLA. Студенты могут выбирать из широкого спектра вариантов профессионального и специализированного обучения.
С начала 1980-х годов факультет установил разносторонние отношения с иностранными учреждениями. В рамках этих партнерских отношений профессорам, исследователям, аспирантам, аспирантам и аспирантам предлагается возможность участвовать в самых разных программах обмена и обучения за рубежом. Среди этих учреждений, среди прочего, есть: Fachhochschule Würzburg-Schweinfurt, Fachhochschule Dortmund, Universität Dortmund, Национальная академия искусств в Гренобле, Universiti Degli Studi di Cagliari, FH Joanneum и Universidad Politécnica de Valencia.
Помимо регулярных учебных программ и стажировок, ярким событием сотрудничества между нашим факультетом и ведущими промышленными экспертами является организация «Поллак-Экспо», организованная каждый год. Факультет регулярно организует профессиональные научные встречи и конференции в рамках Исследовательского круга студентов. С 2005 года факультет проводит Международный симпозиум PhD каждую осень.
В 2006 году на факультете был создан журнал Polack Periodica, международный журнал для инженерных и информационных служб, который предоставляет международный форум для студентов и преподавателей для представления своих научных результатов. Факультет имеет очень разнообразную и энергичную студенческую жизнь, которой также очень способствует колледж Юхаша Дженни для продвинутых студентов.
В настоящее время факультет продвигает инновации: отремонтирован и модернизирован кампус и студенческая резиденция, созданы Летний университет, новые тренинги и курсы.

## Наука, исследования и инновации
Продвижение инноваций в государствах-членах Европейского союза играет заметную роль в повышении конкурентоспособности, чему можно способствовать, главным образом, путем распространения эффективных исследований и разработок (НИОКР) как можно шире и путем уделения приоритетного внимания инновациям (особенно практическое использование результатов исследований и разработок).
База знаний университета может быть интерпретирована по трем измерениям в отношении инновационной деятельности, проводимой в Университете Пека. Один из них касается результатов исследований, которые производятся в университетской среде, то есть в лабораториях и в главах исследователей. Второй - обучение, в результате которого обучается высококвалифицированная рабочая сила, которая может преуспеть в отрасли знаний. Третий - это служебный аспект, который может обеспечить несколько важных услуг, которые поддерживают использование инноваций для экономических игроков, окружающих университет.
В качестве одного из шести специализированных исследовательских университетов страны Университет Печ выступает в качестве центра знаний для инноваций в Южном Задунайском регионе. В соответствии с правильной интерпретацией инноваций, задача университета также охватывает наряду с фундаментальными исследованиями подготовку специалистов, которые обладают компетенцией в области инноваций и управления предприятиями, включая предоставление нескольких услуг, которые поддерживают инновационные проекты.
Профессиональный опыт обеспечивается широким кругом преподавателей и научных работников, связанных с университетом. Учебные и исследовательские сотрудники участвуют в исследовательских проектах на десяти факультетах; в общей сложности двадцать докторантов предлагают докторские степени, которые охватывают широкий спектр наук, стипендий и искусства, начиная от классических гуманитарных наук и социальных наук до медицинских и естественных наук. Особо следует обратить внимание на то, что UP - единственный университет в Венгрии, который присуждает художественную докторскую степень (DLA) в прекрасном, музыкальном и архитектурном искусстве.
Исследовательский центр Szentágothai Университета Печ - это новый научно-исследовательский институт, созданный на основе современных международных научных организационных и управленческих норм. Он охватывает все аспекты образования, исследований и инноваций в области биомедицинских, естественных и экологических наук. Инфраструктура, инструменты и экспертиза 22 исследовательских групп, работающих в помещениях, являются отличной основой для того, чтобы стать известным, ведущим исследовательским центром в Венгрии, а также в Средней Европе с обширной и плодотворной сетью сотрудничества.

## Международные отношения
Одной из стратегических целей Университета Печ является активизация своей международной деятельности, с тем чтобы предоставить учащимся, преподавателям и исследователям больше возможностей для измерения своих знаний в международной среде, а также для привлечения иностранных студентов в свои университетские городки.
Университет Печ продолжает расширять и совершенствовать сотрудничество с другими университетами по всему миру. Университет в настоящее время имеет 50 двусторонних соглашений в 24 странах на трех континентах (Европа, Азия, Америка). Эти соглашения обеспечивают основу для взаимных визитов, краткосрочного студенческого обучения, мобильности преподавателей или сотрудников и совместных исследовательских проектов. Университет постоянно работает над расширением и улучшением своего сотрудничества с университетами и исследовательскими институтами в Европе и за её пределами.
Университет Печ активно участвует в программе мобильности Центральной Европы под названием CEEPUS.
В течение трех десятилетий университет предлагает полные учебные программы с английским языком и с немецким языком в течение семи лет. Все большее число иностранных студентов и исследователей приезжает из более чем 80 стран в Университет Печ для изучения и проведения исследований с каждым годом.
Университет играет активную роль в различных международных университетских ассоциациях (EAIE, EUA, Конференция ректоров Дуная, Конференция Альп-Адриатических ректоров, Группа университетов Compostela). Кроме того, в Университете Пека действуют секретариаты двух выдающихся[уточнить] университетских ассоциаций, Сеть университетов европейских столиц культуры (UNEECC) и Альянс университетов за демократию (AUDEM). Университет Печ постоянно работает над интернационализацией университета, чтобы удовлетворить требованиям современного высшего образования XXI века.
Университет Печ (UP) участвовал в программе ERASMUS с 1998 года с увеличением интенсивности. Основная цель — предоставить студентам и преподавателям специальные академические и преподавательские возможности, чтобы помочь им углубить свои знания в партнерских учреждениях и противостоять им в международной среде. Одной из целей учреждения является интеграция курсов, преподаваемых на иностранных языках, в бакалавриат. UP предлагает соглашения, которые реализуют мобильность в обмене студентами и преподавателями в обоих направлениях. Основная стратегия заключается в том, чтобы исследовать новые возможности и расширить сотрудничество в большом количестве областей с существующими партнерами. Университет планирует привлекать всё больше студентов из стран, которые недавно получили право на участие. Важнейшим преимуществом практического обучения является то, что академические знания, полученные в домашних учреждениях, могут быть реализованы на практике в международных условиях, что положительно скажется на будущей занятости студентов. В мобильности персонала UP намерена включить новые университетские подразделения.